# Джонс, Ллойд
Ллойд Джонс (англ. Lloyd Jones; родился 1 августа 1988 года в Кардиффе, Великобритания) — французский, а ранее британский фигурист, выступающий в танцах на льду. В паре с Пернель Каррон — чемпион Франции 2010. По состоянию на июнь 2011 года занимают 9-е место в рейтинге Международного союза конькобежцев (ИСУ). Чемпионы зимней Универсиады в Италии в декабре 2013 года.

## Карьера
Ллойд Джонс родился в Великобритании, где и начал заниматься фигурным катанием. На юниорском уровне дважды выигрывал национальные чемпионаты, но на международном уровне высоких результатов не добился.
После того, как распалась его пара с соотечественницей Даниэль Беннетт, Ллойд встал в пару с французской фигуристкой Пернель Каррон. Пара решила выступать за Францию, а Л. Джонс переехал в Лион, где до окончания сезона 2010/2011 тренировался у Мюриэль Буше-Зазуи и Ромена Агеноэра в «CSGL Lyon». В первый же совместный сезон,  в отсутствие лидеров сборной, стали чемпионами Франции и вошли в состав сборной на чемпионат Европы, где заняли 12-е место. С сезона 2011/2012 тренируется в США у Н. Линичук и Г. Карпоносова.
В декабре 2013 года в Италии они стали чемпионами Универсиады.

## Программы
| Сезон     | Короткий танец                   | Произвольный танец                      | Показательные выступления        |
| --------- | -------------------------------- | --------------------------------------- | -------------------------------- |
| 2011–2012 | Мамбо Румба Мамбо                | Jazz Night                              | Bona Sera Signorina              |
| 2010—2011 | La Valse A Mille Temps Жак Брель | Paint It Black Angie The Rolling Stones | Seaside Rendez Vous Queen        |
| Сезон     | Оригинальный танец               | Произвольный танец                      | Показательные выступления        |
| 2009—2010 | Lord of the Dance Ронан Хардиман | Adagio Il Divo                          | Lord of the Dance Ронан Хардиман |

## Результаты выступлений

### Результаты за Францию
(с П. Каррон)
| Соревнования/Сезон           | 2009—2010 | 2010—2011 | 2011—2012 | 2012—2013 | 2013-2014 |
| ---------------------------- | --------- | --------- | --------- | --------- | --------- |
| Зимние Олимпийские игры      |           |           |           |           | 15        |
| Чемпионаты мира              | 12        | 12        | 21        | 12        |           |
| Командные чемпионаты мира    |           |           |           | 6/5       |           |
| Чемпионаты Европы            | 12        | 9         | 7         | 10        | 13        |
| Чемпионаты Франции           | 1         | 2         | 2         |           |           |
| Rostelecom Cup               |           |           | 6         |           |           |
| Cup of China                 |           |           | 3         |           | 4         |
| Skate Canada International   |           | 5         |           | 7         |           |
| Trophée Eric Bompard         | 9         | 4         |           | 8         |           |
| Skate America                |           |           |           |           | 6         |
| Coupe Internationale de Nice |           | 1         | 2         |           |           |
| Золотой конёк Загреба        |           |           |           |           | 2         |
| NRW Trophy                   | 1         | 1         |           | 1         |           |
| Зимняя Универсиада           |           |           |           |           | 1         |
| Icechallenge                 | 6         |           |           |           |           |
| Masters de Patinage          | 3         | 2         |           |           |           |

### Результаты за Великобританию
(с Д. Беннетт)
| Соревнования/Сезон        | 2008—2009 |
| ------------------------- | --------- |
| Чемпионаты Великобритании | 2 J.      |

- J = юниорский уровень

(с Л. Роджерс)
| Соревнования/Сезон                        | 2005—2006 | 2006—2007 | 2007—2008 |
| ----------------------------------------- | --------- | --------- | --------- |
| Чемпионат мира среди юниоров              | 20        | 17        |           |
| Чемпионаты Великобритании                 | 1 J.      | 1 J.      |           |
| Этапы юниорского Гран-при, Великобритания |           |           | 11        |
| Этапы юниорского Гран-при, Болгария       |           |           | 12        |
| Этапы юниорского Гран-при, Чехия          |           | 9         |           |
| Этапы юниорского Гран-при, Нидерланды     |           | 12        |           |
| Этапы юниорского Гран-при, Румыния        | 14        |           |           |
| Grand Prize SNP                           | 4         |           |           |

- J = юниорский уровень